# All the Young Dudes
| Recensione       | Giudizio |
| ---------------- | -------- |
| AllMusic         |          |
| Sputnikmusic     |          |
| Robert Christgau | A-       |

All the Young Dudes è un album dei Mott the Hoople, pubblicato nel 1972 dalla CBS e ristampato su compact disc per la prima volta nel 1987. Nel 2006 è stato distribuito in una versione rimasterizzata contenente 7 tracce bonus.
L'uscita dell'album fu preceduta da quella del singolo omonimo, scritto dall'artista inglese David Bowie e definito dal biografo Nicholas Pegg l'inno glam rock definitivo.
All the Young Dudes si trova al 484º posto nella lista dei 500 migliori album della rivista Rolling Stone.

## Descrizione
La registrazione dell'album che lanciò i Mott the Hoople verso il pubblico mainstream, prodotto da David Bowie e Mick Ronson, cominciò agli Olympic Studios di Londra il 14 maggio 1972 e proseguì ai Trident Studios nei mesi di giugno e luglio.
In realtà l'influenza del cantante inglese si limitò alla title track anche se a quanto pare fu sua l'idea di inserire una cover di Sweet Jane. «Pensavo che avrei dovuto contribuire con molto materiale», disse a Charles Shaar Murray di NME, «ma loro erano in un'ondata di ottimismo ed avevano scritto tutti i brani dell'LP, tranne quella canzone di Lou Reed e All the Young Dudes». Ian Hunter descrisse Bowie come «una delle poche persone che quando entrano creano la magia nella stanza... ha un atteggiamento mentale molto curioso, è veloce e senti che sa più di te e ti metti completamente nelle sue mani».
L'album uscì nel Regno Unito l'8 settembre 1972 e alla fine del mese arrivò al 21º posto nella Official Albums Chart.

## Tracce
Lato A
1. Sweet Jane – 4:21 (L. Reed)
2. Momma's Little Jewel – 4:26 (I. Hunter, P. Watts)
3. All the Young Dudes – 3:32 (D. Bowie)
4. Sucker – 5:03 (I. Hunter, M. Ralphs, P. Watts)
5. Jerkin' Crocus – 4:00 (I. Hunter)

Lato B
1. One of the Boys – 6:46 (I. Hunter, M. Ralphs)
2. Soft Ground – 3:17 (V. Allen)
3. Ready for Love/After Lights – 6:47 (M. Ralphs)
4. Sea Diver – 2:53 (I. Hunter)

### Tracce bonus della riedizione 2006
1. One of the Boys (Versione demo) – 4:18 (I. Hunter, M. Ralphs)
2. Black Scorpio (Versione demo di Momma's Little Jewel) – 3:35 (I. Hunter, P. Watts)
3. Ride on the Sun (Versione demo di Sea Diver) – 3:36 (I. Hunter)
4. One of the Boys (Versione 45 giri) – 4:21 (I. Hunter, M. Ralphs)
5. All the Young Dudes (Versione con David Bowie alla voce solista e Ian Hunter ai cori) – 4:25 (D. Bowie)
6. Sucker (Live all'Hammersmith Odeon di Londra, 1973) – 6:27 (I. Hunter, M. Ralphs, P. Watts)
7. Sweet Jane (Live all'Hammersmith Odeon di Londra, 1973) – 5:00 (L. Reed)

## Formazione
- Ian Hunter - voce, chitarra, pianoforte
- Mick Ralphs - chitarra, voce (in Ready for Love/After Lights), cori
- Peter Overend Watts - basso, cori
- Dale "Buffin" Griffin - batteria, percussioni, cori
- Verden Allen - organo, voce (in Soft Ground), cori